# Argentavis magnificens
Argentavis magnificens (au argentina magnífica) és una espècie extinta d'au ciconiforme de la família Teratornithidae. Es tracta de la major de les aus voladores que hagi existit. Va habitar, durant el Miocè Superior, la plana chacopampeana i les planícies de la Patagònia. Probablement les teratornítids com el Argentavis estan relacionats directament amb els ancestres dels actuals còndors.

## Característiques
Amb un pes d'entre 70 a 80 kg, la seva envergadura alar estimada estaria entre els 4 i els 7 metres. Ha intrigat durant molt temps com seria possible el seu vol; actualment s'ha comprovat que l'existència d'un au voladora gegantesca va ser facilitada pel relleu pla alternat amb elevacions i un règim gairebé constant de vents en el seu hàbitat fa uns sis milions d'anys.
En efecte, segons els models computaritzats a partir de l'estudi dels fòssil és, l'enorme au podia aixecar el vol de manera semblant als actuals planadors i, sobretot, de manera semblant a les actuals ales delta i parapents; en el primer dels casos efectuaria curtes carreres contra el vent i amb les ales esteses, en el segon dels casos es llançaria des de llomes i pujols, una vegada en l'aire, d'una manera semblant als actuals còndors aprofitaria les columnes de corrents tèrmics ascendents amb les quals seguiria planejant fàcilment fins als 2.000 metres sense necessitat de batre les seves ales, després efectuaria un vol lliure en grans cercles.
Es considera que després el seu vol podria estabilitzar-se en un rang d'altituds que anaven dels 200 metres als 1.000 metres amb una velocitat de planatge d'uns 70 km/h. De tal manera que en 12 hores de vol diari podia recórrer uns 840 km per la qual cosa trigaria tres dies a prospectar la totalitat del seu territori.